# Mikael Börjesson (utbildningssociolog)
Mikael Börjesson, född 28 mars 1969 i Eskilstuna, är en svensk utbildningssociolog som innehar professuren i utbildningssociologi vid Uppsala universitet.

## Biografi
Mikael Börjesson avlade studentexamen vid S:t Eskils skola i Eskilstuna 1998, genomgick grund- och doktorandutbildning vid Uppsala universitet, blev fil. dr 2006 och docent i utbildningssociologi 2012. Han företog forskningsvistelser vid École des hautes études en sciences sociales, Paris, och New York University. Sedan 2014 bekläder han den lärostolsprofessur i utbildningssociologi som 1997 inrättades vid Uppsala universitet med Donald Broady som förste innehavare.  Han leder Forskningsgruppen för utbildnings- och kultursociologi (Sociology of Education and Culture, SEC). Han är initiativtagare till och sedan starten 2021 föreståndare för centret Higher Education and Research as Research Objects (HERO) vid Uppsala universitet. Sedan 2019 är han ledamot av Utbildningsvetenskapliga kommittén vid Vetenskapsrådet.

## Forskning
Mikael Börjesson ägnade i ett första skede sin forskning främst åt transnationella utbildningsstrategier, såväl svenska studenters studier utomlands som internationella studenters i Sverige. Vidare analyserade han den svenska gymnasieskolans och högskolans sociala struktur, ofta med hjälp av kartor över hur utbildningarna och 
institutionerna förhåller sig till varandra utifrån vilka elever och studenter de rekryterar.